# ليوبولدو ليديسما
ليوبولدو ليديسما (بالإسبانية: Leopoldo Ledesma)‏ هو منافس ألعاب قوى أرجنتيني، ولد في 20 يوليو 1903 في قرطبة في الأرجنتين، وتوفي في 1984.

## وصلات خارجية
- ليوبولدو ليديسما على موقع أوليمبيديا (الإنجليزية)